# وصية عائلة موسغريف
وصية عائلة موسغريف (بالإنجليزية: The Adventure of the Musgrave Ritual)‏، واحدة من 56 قصة لشرلوك هولمز من تأليف آرثر كونان دويل، نُشرت أول مرة في مجلة الستراند بشكل منفرد في مايو 1893، قبل أن يعاد نشرها لاحقًا مجمعة مع باقي قصص سلسلة مذكرات شرلوك هولمز.

## ملخص القصة
يحكي هولمز لواطسون إحدى القضايا التي مرت عليه، وقد بدأت عندما جاء أحد معارفه، ريغنالد موسغريف، لزيارته بعد اختفاء اثنين من خدمه، راكيل هاولز وريتشارد برونتون.
يقول موسغريف انه قبض على برونتون متلبسا في المكتبة في ساعة متأخرة من الليل، وقام بفتح خزنة واخذ وثيقة خاصة بالعائلة تسمى ب«الوصية» وكان يحمل في يده شيئا يشبه الخريطة.برونتون طلب من موسغريف عدم طرده من العمل لتجنب الإهانة وطلب منه امهاله مدة من الزمن حتى يختلق سببا مناسبا يفسر انسحابه من الخدمة، يقبل موسغريف بطلبه نظرا لخدمته العائلة سنين طويلة، ويمهله اسبوعا.
بعد مرور بضعة أيام يختفي السيد برونتون، تاركا وراءه كل اعراضه الشخصية.الخادمة راكيل هاولز، التي كانت على علاقة مع برونتون، تتصرف بطريقة هستيرية عندما يتم سؤالها بخصوص برونتون، وتدهورت حالتها لدرجة تطلبت بقاء خادمة معها طوال الليل، لكن يتم فيما بعد ايجاد تلك الخادمة وقد وجهت اليها ضربة على الرأس اما راكيل هاولز فقد هربت من النافذة.
يشك هولمز في ان كل ما حدث له علاقة بتلك «الوصية»، التي تبدو بلا قيمة للسيد موسغريف، لكن هولمز يظن انها أكثر أهمية وكذلك يظن ان برونتون كان له اطلاع بأهمية تلك الوصية أيضا.
الوصية تعود إلى القرن السابع عشر، وهي مكتوبة على شكل أبيات شعرية.

## تعليقات
- على خلاف العديد من قصص هولمز، كان شرلوك هولمز هو الراوي الرئيسي للقصة وليس الدكتور واطسون.
- تعتبر القضية المذكورة في القصة من اوائل القضايا التي قام هولمز بحلها.
- توجد العديد من العناصر المشتركة بين هذه القصة وقصتين من تأليف إدغار آلان بو هما:«قناع امونتيلادو» و «البق الذهبي».

## الاقتباس
- تم اقتباس فيلم صامت فرنسي من القصة، بعنوان «كنوز عائلة موسغريف».
- اشار ت.س.إليوت إلى انه اقتبس جزءا من الوصية في مسرحيته الشعرية «جريمة في الكاتدرائية» عام 1935.
- تم اقتباس إحدى حلقات مسلسل «شرلوك هولمز» من القصة عام 1968، المسلسل من إنتاج قناة بي بي سي وبطولة بيتر كوشينغ.
- تم اقتباس إحدى حلقات مسلسل «شرلوك هولمز» من القصة، المسلسل من بطولة جيرمي برات وعرض بين 1984 و 1994 على قناة ITV البريطانية.
- تم اقتباس الحلقتين 9 و 10 من المسلسل الروسي «شرلوك هولمز» من القصة عام 2013.

## الترجمة العربية
- وصية عائلة موسغريف، دار الأجيال للترجمة والنشر.
- تراث عائلة مسجريف، دار الهلال، أمين سلامة. (في المجموعة القصصية مذكرات شارلوك هولمز)
- طقس موسغريف، دار البحار (نشرت مع مجموعة قصص مغامرات شارلوك هولمز «الوهج الفضي»)

## روابط خارجية
- نص القصة كاملا على ويكي مصدر (باللغة الإنجليزية).
- قراءة القصة مجانا مرفقة بالرسومات الأصلية (باللغة الفرنسية).